# Giornata nazionale della Repubblica Popolare Cinese
La giornata nazionale della Repubblica Popolare Cinese (in cinese: 中华人民共和国国庆节) è una festa pubblica della Repubblica Popolare Cinese istituita come giornata nazionale.
Viene celebrata annualmente il 1º ottobre e commemora solennemente la fondazione della repubblica popolare nel 1949 con Mao Zedong.
La RPC è stata istituita, in effetti, il 21 settembre 1949, con una cerimonia che festeggia la formazione del governo centrale che si svolge in piazza Tiananmen il 1º ottobre dello stesso anno. Il governo popolare centrale ha approvato così la risoluzione che ha dichiarato che il 1º ottobre fosse la Giornata nazionale.
La Giornata nazionale segna l'inizio di una sola delle settimane d'oro della RPC. 
La Giornata nazionale è celebrata in tutta la Cina, Hong Kong e Macao con una serie di feste organizzate dal governo, con fuochi d'artificio e concerti.
I luoghi pubblici, come piazza Tiananmen a Pechino, sono decorati a tema festivo e vari ritratti vengono esposti come quello di Mao Zedong.